# Índex borsari
Un índex borsari correspon a un registre estadístic, compost usualment d'un nombre de valors, que tracta de reflectir les variacions de valor o rendibilitats mitjanes de les  accions que el componen. Generalment, les accions que componen l'índex tenen característiques comunes com ara: pertànyer a una mateixa borsa de valors, tenir una capitalització borsària similar o pertànyer a una mateixa indústria.

## Usos
Els índexs borsaris tenen diferents usos:
- Com a mesura del curs dels fluxos economics, ja que quan els índexs pugen reflecteixen creixement i optimisme, i quan baixen indiquen decreixement i pessimisme. Per aquest motiu, els índexs borsaris solen utilitzar-se per anticipar les expansions o les crisis econòmiques dels diferents països.
- Com a mesura del rendiment que aquest conjunt d'actius ha presentat durant un període determinat.
- Com a referència per comparar el rendiment de diferents tipus d'inversions, com ara fons d'inversió,  fons d'inversió cotitzats (ETF) o carteres d'inversió amb el seu respectiu índex i veure així si la gestió d'aquestes inversions està satisfactòria.
- Com a eina per comparar diferents sectors o economies. Els índexs sectorials agrupen les empreses cotitzades del mateix sector econòmic. Això té diverses utilitats:
  - Permet la comparació de l'evolució d'una empresa pel que fa al seu sector.
  - És possible comparar l'evolució de diferents sectors, o comparar un sector amb l'economia en general.
  - Es pot comparar l'evolució d'un sector econòmic en un país determinat amb l'evolució d'aquest mateix sector en un altre país.

## Formes de càlcul
Hi ha diferents maneres de calcular un índex borsari:
- Segons el preu de les accions.

En un índex de preus ponderats com el Dow Jones Industrial Average, NYSE Arca Major Market Index i el NYSE ARCA Tech 100 Index, el preu de cada acció és l'única consideració a l'hora de determinar el valor de l'índex. D'aquesta manera, el moviment dels preus d'una sola acció influirà en el valor de l'índex. Ignora la mida relativa de l'empresa.
- Segons la capitalització borsària.

Un índex ponderat per capitalització borsària (també anomenat índex de valor de mercat) com els índexs S&P 500 o Hang Seng té en compte la capitalització de les empreses que el componen. Per tant, un canvi relativament petit en el preu d'una acció d'una gran empresa influirà fortament el valor de l'índex.
Tradicionalment, els índexs calculats per capitalització borsària tenien una ponderació completa; és a dir, es calculaven multiplicant nombre d'accions per preu de mercat. Recentment, molts d'ells han canviat a una ponderació ajustada al capital flotant (en anglés: free float); és a dir, tenint en compte únicament aquelles accions que es negocien lliurement al mercat.
- Ponderació per igual.

Un "índex igual-ponderat" és aquell en què tots els components tenen el mateix pes.
Per exemple, l'Índex 400 de Barron assigna un valor de 0,25% a cadascuna de les 400 accions incloses en l'índex, que sumaran 100 en total.
- Segons la capitalització borsària (modificat).

Un índex ponderat per capitalització borsària modificat és un híbrid entre la ponderació per capitalització borsària i la ponderació per igual. És similar a una ponderació per capitalització amb una diferència principal: les accions més grans es limiten a un percentatge màxim de l'índex i l'excés de ponderació es redistribuirà de manera equitativa entre la resta d'accions de l'índex.
- Segons certs atributs de les accions.

L'any 2005 Standard & Poor's va introduir els índexs d'estil de creixement S & P Pure Growth i d'estil de valor S & P Pure Value, que es calculen segons uns atributs de les accions. És a dir, el pes de les accions en l'índex es determina segons uns atributs que defineixen els criteris d'un índex específic. Per a aquests dos índexs, s'assigna un atribut de valor o de creixement a cada acció (una acció únicament pot tenir un únic atribut, no ambdós).

## Índexs borsaris en el món
Els principals índexs borsaris del món són:
- Amèrica
  - S&P/TSX (Toronto, Canadà)
  - Dow Jones (Nova York, EUA)
  - S&P 500 (Nova York, EUA)
  - Nasdaq 100 (Nova York, EUA)
  - Bovespa (Brasil)
  - Merval (Argentina)
- Àsia 
  - SSE Composite Index (Xangai, Xina)
  - Hang Seng (Hong Kong)
  - Nikkei 225 (Tòquio, Japó)
  - KOSPI (Seül, Corea del Sud)
  - Australian Securities Exchange (Sydney, Austràlia)
- Europa 
  - FTSE MIB (Milà, Itàlia)
  - Ibex 35 (Madrid, Espanya)
  - CAC 40 (París, França)
  - DAX 30 (Frankfurt, Alemanya)
  - FTSE 100 (Londres, Gran Bretanya)
  - AEX (Amsterdam, Països Baixos)
  - SMI (Zuric, Suïssa)
  - OBX Index (Oslo, Noruega)